# Paul L. Maier
Paul L. Maier (ur. 31 maja 1930, zm. 27 lutego 2025 w Kalamazoo) – amerykański pisarz, wykładowca historii starożytnej na Western Michigan University. 
W 1954 ukończył Uniwersytet Harvarda. Później studiował m.in. na uniwersytetach w Heidelbergu i Bazylei, gdzie w 1957 uzyskał tytuł doktora. Autor ponad 200 artykułów naukowych oraz jedenastu książek.
W Polsce wydano jego powieści: Poncjusz Piłat, Rzym w płomieniach, Kodeks Konstantyna (2013), Coś więcej niż ślad oraz Oścień śmierci (1996) i Ślad życia, ślad śmierci (2010) (ang. „A Skeleton in God's Closet” wydany w Polsce pod dwoma różnymi tytułami).